# Conseil de Brighton (Tasmanie)
Pour les articles homonymes, voir Brighton (homonymie).
Le Conseil de Brighton est une zone d'administration locale sur la côte est de la Tasmanie en Australie.
Elle comprend les villes de :
- Brighton ;
- Pontville ;
- Tea Tree ;

ainsi que les faubourgs nord de Hobart : Bridgewater, Gagebrook et Old Beach.